# Grèbe des Andes
Podiceps andinus
Espèce
Statut de conservation UICN

 EX  : Éteint
Le Grèbe des Andes (Podiceps andinus) est une espèce disparue d'oiseaux de la famille des Podicipedidae endémique de Colombie.
Cette espèce fréquentait les berges du lac de Tota (lac andin à 3100 m). Alors qu'elle était encore assez abondante en 1940 avec un effectif de 300 individus, des recherches menées en 1977 n'ont permis de retrouver qu'un seul spécimen, et d'autres en 1981 et 1982 n'en dénombraient plus aucun.
Les principales causes de son déclin sont la coupe des roseaux qui réduit les chances de succès des nichées ainsi que l'introduction des truites (Micropterus salmoides) dans le lac en 1944.

## Sources
- (en) J. Fjeldså, The decline and probable extinction of the Colombian Grebe Podiceps andinus, vol. 3, Bird Conservation International, septembre 1993 (DOI 10.1017/S0959270900000915), p. 221-234
- (es) Luis Miguel Renjifo M, Libro rojo de aves de Colombia, Bogotá, Colombie, Instituto Humboldt Colombia : MMA, Ministerio del Medio Ambiente, 2002, 562 p. (ISBN 978-958-8151-08-3), p. 511-513